# Марсель-Лез-Олив

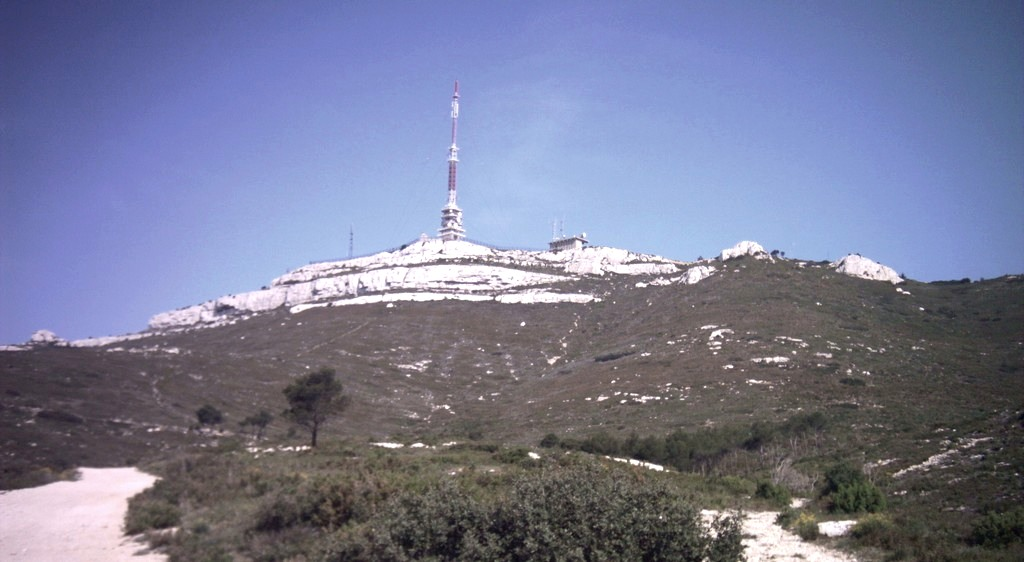
Телебашня (массив Л’Этуаль)

Марсе́ль-Лез-Оли́в (фр. Marseille-Les Olives) — кантон во Франции, находится в регионе Прованс — Альпы — Лазурный Берег, департамент Буш-дю-Рон. Входит в состав округа Марсель.
Код INSEE кантона — 1341. В кантон Марсель-Лез-Олив входит часть коммуны Марсель.
Население кантона на 2008 год составляло 32 690 человек.